# Élections législatives de 1973 dans la Haute-Vienne
Les élections législatives françaises de 1973 se déroulent les 4 et 11 mars 1973. Dans le département de la Haute-Vienne, trois députés sont à élire dans le cadre de trois circonscriptions.

## Élus
| Circonscription | Député sortant   | Parti | Parti | Député élu ou réélu | Parti | Parti |
| --------------- | ---------------- | ----- | ----- | ------------------- | ----- | ----- |
| 1re             | René Regaudie    |       | PS    | Hélène Constans     |       | PCF   |
| 2e              | Jacques Boutard  |       | PDM   | Marcel Rigout       |       | PCF   |
| 3e              | Louis Longequeue |       | PS    | Louis Longequeue    |       | PS    |

## Résultats

### Résultats à l'échelle du département
| Parti                 | Parti                                   | Premier tour | Premier tour | Second tour | Second tour | Sièges |
| Parti                 | Parti                                   | Voix         | %            | Voix        | %           | Sièges |
| --------------------- | --------------------------------------- | ------------ | ------------ | ----------- | ----------- | ------ |
|                       | Parti communiste français               | 60 520       | 33,07        | 61 983      | 33,65       | 2      |
|                       | Parti socialiste                        | 52 296       | 28,58        | 45 431      | 24,67       | 1      |
|                       | Parti socialiste unifié                 | 2 249        | 1,23         |             |             | 0      |
|                       | Union de la gauche                      | 115 065      | 62,88        | 107 414     | 58,32       | 3      |
|                       |                                         |              |              |             |             |        |
|                       | Union des démocrates pour la République | 42 074       | 22,99        | 51 142      | 27,77       | 0      |
|                       | Divers droite                           | 15 093       | 8,25         | 25 635      | 13,92       | 0      |
|                       | Union des républicains de progrès       | 57 167       | 31,24        | 76 777      | 41,68       | 0      |
|                       |                                         |              |              |             |             |        |
|                       | Mouvement réformateur                   | 6 815        | 3,72         |             |             | 0      |
|                       | Extrême gauche                          | 3 946        | 2,16         | 0           |             |        |
|                       |                                         |              |              |             |             |        |
| Inscrits              | Inscrits                                | 232 797      | 100,00       | 232 845     | 100,00      | 3      |
| Abstentions           | Abstentions                             | 43 753       | 18,79        | 40 561      | 17,42       |        |
| Votants               | Votants                                 | 189 044      | 81,21        | 192 284     | 82,58       |        |
| Blancs et nuls        | Blancs et nuls                          | 6 051        | 3,2          | 8 093       | 4,21        |        |
| Exprimés              | Exprimés                                | 182 993      | 96,8         | 184 191     | 95,79       |        |
| Source : Data.gouv.fr |                                         |              |              |             |             |        |

### Résultats par circonscription

#### Première circonscription (Limoges - Saint-Léonard-de-Noblat)
| Candidat       | Candidat             | Parti                | Premier tour | Premier tour | Second tour | Second tour |  |
| Candidat       | Candidat             | Parti                | Voix         | %            | Voix        | %           |  |
| -------------- | -------------------- | -------------------- | ------------ | ------------ | ----------- | ----------- |  |
|                | Hélène Constans élue | PCF                  | 19 424       | 32,17        | 33 605      | 55,9        |  |
|                | Georges Sarre        | PS (UGSD)            | 16 719       | 27,69        | Retrait     | Retrait     |  |
|                | Alain Serieyx        | UDR (URP)            | 15 248       | 25,26        | 26 506      | 44,1        |  |
|                | Guy Charrière        | MR                   | 6 815        | 11,29        |             |             |  |
|                | Bernard Thierry      | LO                   | 1 512        | 2,5          |             |             |  |
|                | Pierre Levasseur     | Extrême gauche (OCR) | 654          | 1,08         |             |             |  |
|                |                      |                      |              |              |             |             |  |
| Inscrits       | Inscrits             | Inscrits             | 77 205       | 100,00       | 77 206      | 100,00      |  |
| Abstentions    | Abstentions          | Abstentions          | 14 893       | 19,29        | 13 449      | 17,42       |  |
| Votants        | Votants              | Votants              | 62 312       | 80,71        | 63 757      | 82,58       |  |
| Blancs et nuls | Blancs et nuls       | Blancs et nuls       | 1 940        | 3,11         | 3 646       | 5,72        |  |
| Exprimés       | Exprimés             | Exprimés             | 60 372       | 96,89        | 60 111      | 94,28       |  |

#### Deuxième circonscription (Saint-Junien)
| Candidat       | Candidat                | Parti          | Premier tour | Premier tour | Second tour | Second tour |  |
| Candidat       | Candidat                | Parti          | Voix         | %            | Voix        | %           |  |
| -------------- | ----------------------- | -------------- | ------------ | ------------ | ----------- | ----------- |  |
|                | Marcel Rigout élu       | PCF            | 20 326       | 38,6         | 28 378      | 52,54       |  |
|                | Jacques Boutard sortant | Divers droite  | 15 093       | 28,66        | 25 635      | 47,46       |  |
|                | Pierre Desvalois        | PS (UGSD)      | 9 786        | 18,58        | Retrait     | Retrait     |  |
|                | Robert Descubes         | UDR (URP)      | 7 453        | 14,15        |             |             |  |
|                |                         |                |              |              |             |             |  |
| Inscrits       | Inscrits                | Inscrits       | 65 252       | 100,00       | 65 233      | 100,00      |  |
| Abstentions    | Abstentions             | Abstentions    | 11 103       | 17,02        | 9 387       | 14,39       |  |
| Votants        | Votants                 | Votants        | 54 149       | 82,98        | 55 846      | 85,61       |  |
| Blancs et nuls | Blancs et nuls          | Blancs et nuls | 1 491        | 2,75         | 1 833       | 3,28        |  |
| Exprimés       | Exprimés                | Exprimés       | 52 658       | 97,25        | 54 013      | 96,72       |  |

#### Troisième circonscription (Limoges - Bellac)
| Candidat       | Candidat                       | Parti          | Premier tour | Premier tour | Second tour | Second tour |  |
| Candidat       | Candidat                       | Parti          | Voix         | %            | Voix        | %           |  |
| -------------- | ------------------------------ | -------------- | ------------ | ------------ | ----------- | ----------- |  |
|                | Louis Longequeue sortant réélu | PS (UGSD)      | 25 791       | 36,86        | 45 431      | 64,84       |  |
|                | Daniel Bonnet                  | PCF            | 20 770       | 29,69        | Retrait     | Retrait     |  |
|                | Paul Petit                     | UDR (URP)      | 19 373       | 27,69        | 24 636      | 35,16       |  |
|                | Paul Manigaud                  | PSU            | 2 249        | 3,21         |             |             |  |
|                | Jean-Claude Nogrette           | LO             | 1 780        | 2,54         |             |             |  |
|                |                                |                |              |              |             |             |  |
| Inscrits       | Inscrits                       | Inscrits       | 90 340       | 100,00       | 90 406      | 100,00      |  |
| Abstentions    | Abstentions                    | Abstentions    | 17 757       | 19,66        | 17 725      | 19,61       |  |
| Votants        | Votants                        | Votants        | 72 583       | 80,34        | 72 681      | 80,39       |  |
| Blancs et nuls | Blancs et nuls                 | Blancs et nuls | 2 620        | 3,61         | 2 614       | 3,6         |  |
| Exprimés       | Exprimés                       | Exprimés       | 69 963       | 96,39        | 70 067      | 96,4        |  |